# 幸兵衛滝
幸兵衛滝（こうべえたき）は秋田県北秋田市阿仁打当、立又渓谷（たちまたけいこく）にある落差108メートルの滝。本項では、立又渓谷についても解説する。

## 概要
幸兵衛滝は立又渓谷の最奥部にあり、幸兵衛滝に至るまでに落差38メートルの一ノ滝、落差20メートルで階段状の二ノ滝がある。

## 観光
幸兵衛滝歩道入口に駐車場があり、駐車場から幸兵衛滝まで遊歩道が整備されている。駐車場より徒歩約10分で一ノ滝、さらに40分で二ノ滝、そこから20分で幸兵衛滝に到着する。なお、一ノ滝までは比較的歩きやすい道となっているが、二ノ滝や幸兵衛滝への道はアップダウンの激しい山道となっている箇所があるので、そこまで訪れるのであれば歩きやすい靴や服装にした方が良い。また、周辺地域には熊が棲息しているので留意する必要がある。

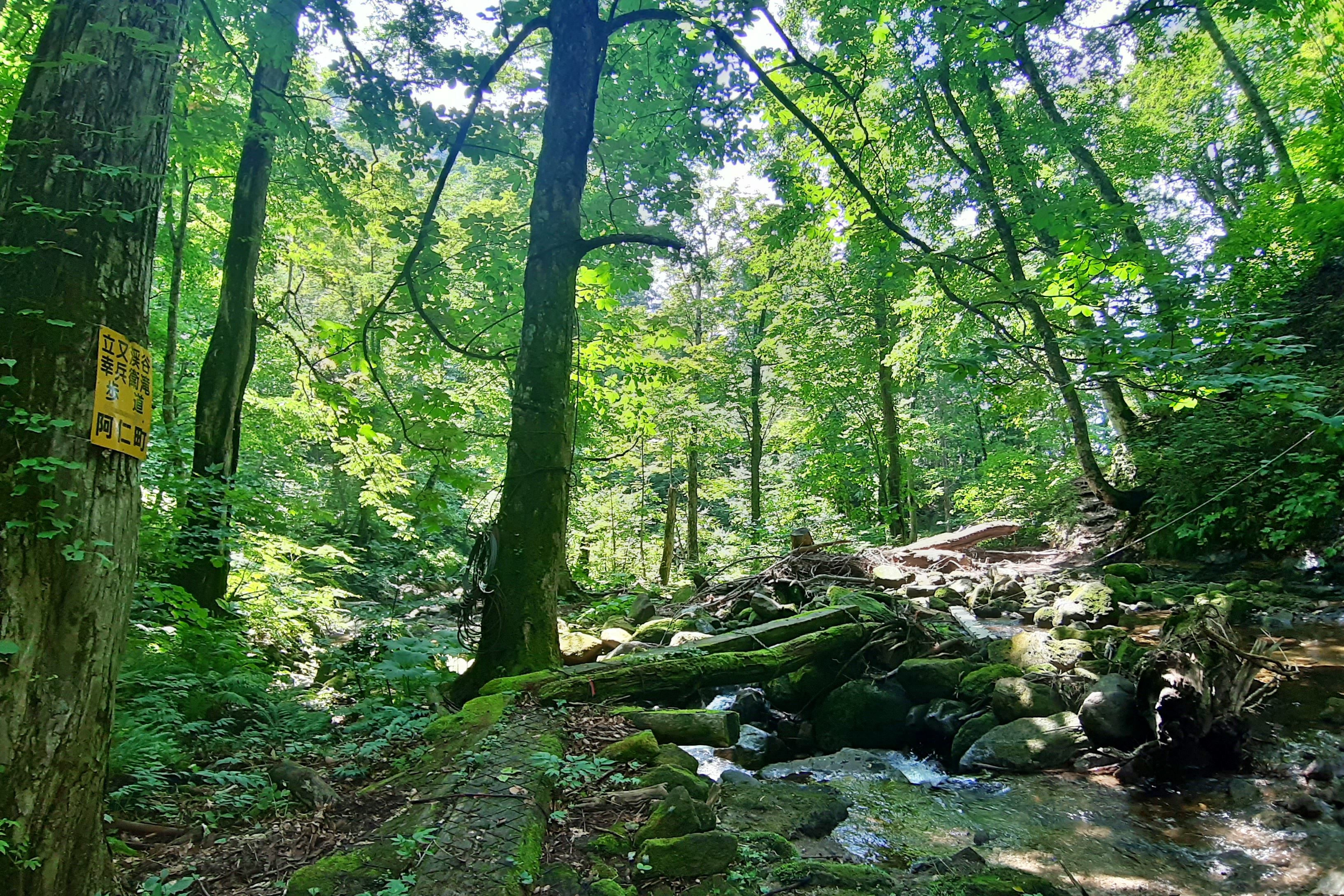
立又渓谷 歩道
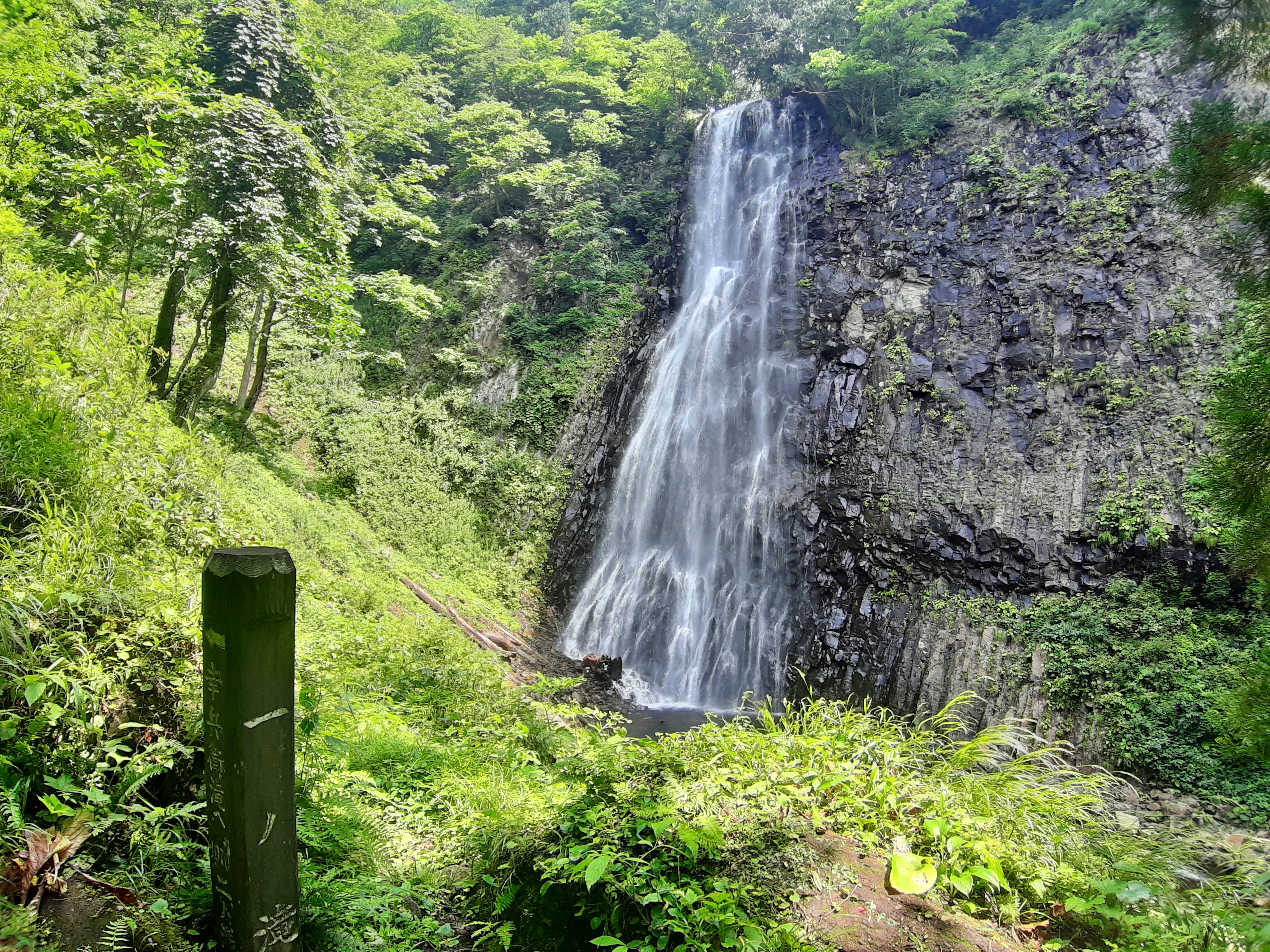
一ノ滝
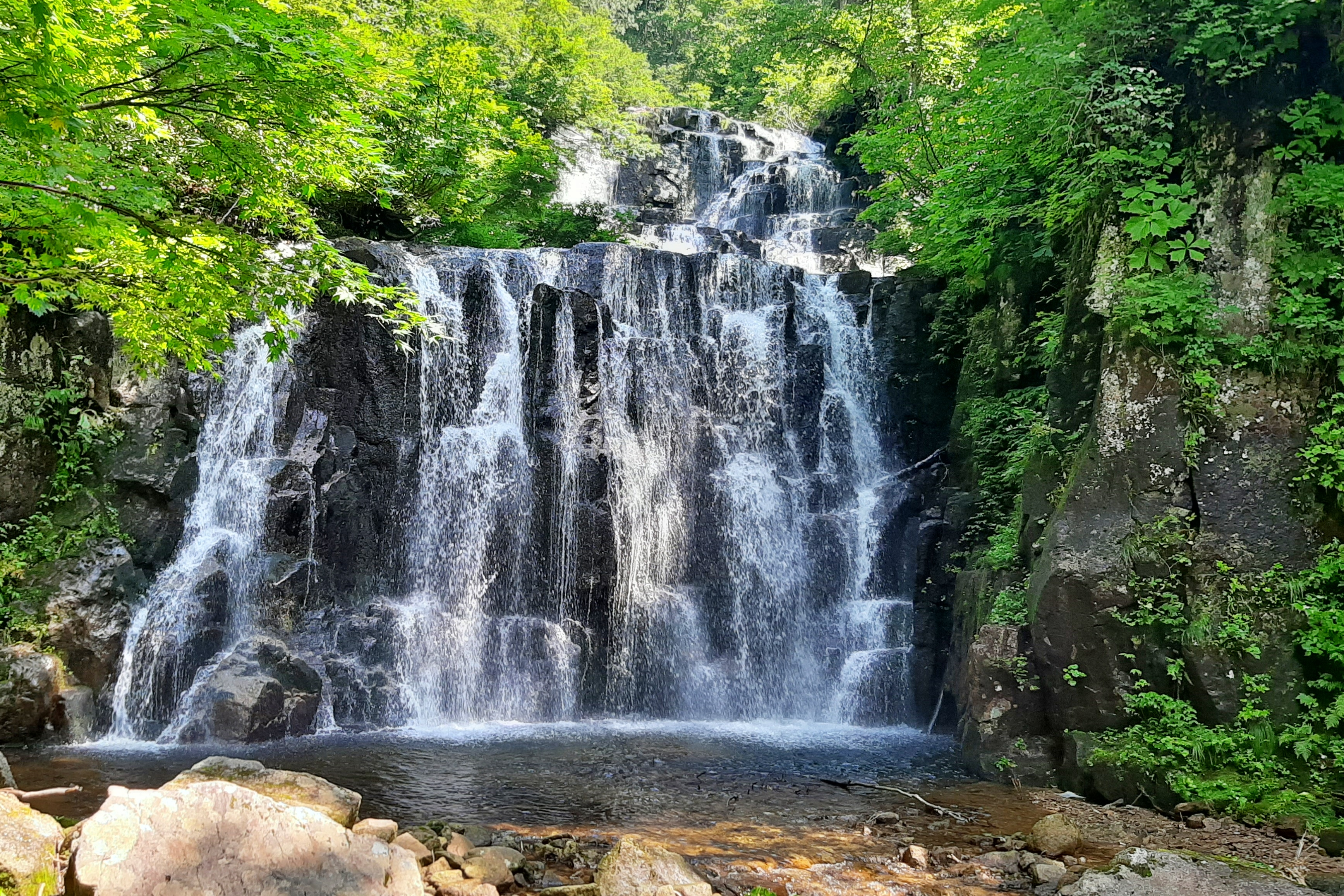
二ノ滝
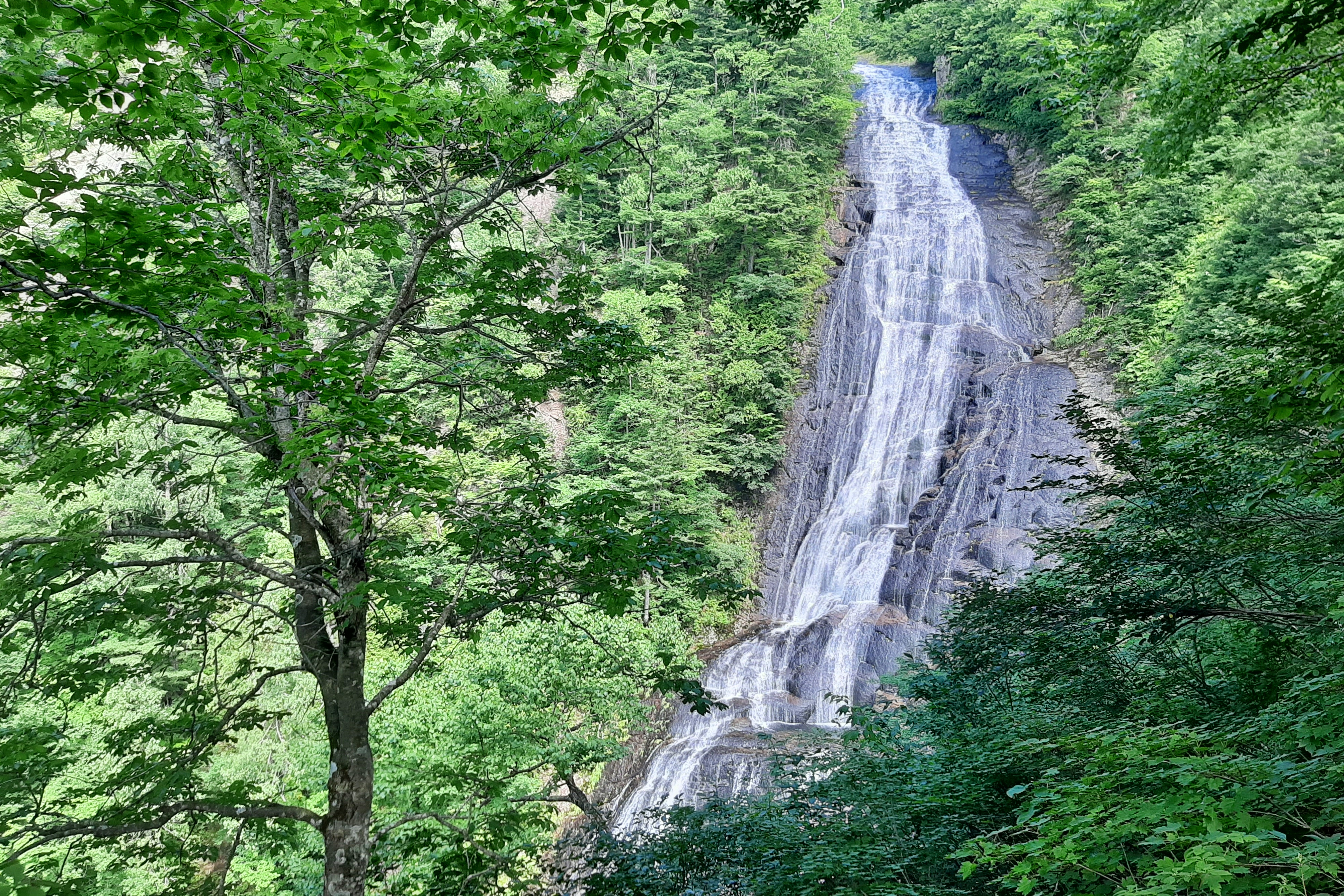
幸兵衛滝

## アクセス

### 道路
- 大仙市から国道105号・県道308経由で約2時間
- 秋田市から五城目八郎潟IC・国道285号・国道105号・県道308経由で約2時間

※11月中旬から5月下旬まで阿仁打当地内の道路・歩道が閉鎖するので注意が必要

### 鉄道
- 秋田内陸縦貫鉄道秋田内陸線阿仁マタギ駅から幸兵衛滝歩道入口まで阿仁タクシーで約30分